# César Bernard
César Bernard est un homme politique français né le 12 décembre 1875 à Saint-Pol-sur-Ternoise (Pas-de-Calais) et décédé le 8 mai 1950 à Frévent (Pas-de-Calais).

## Biographie
Instituteur à Lens, puis à Calonne-Ricouart, il est administrateur de la fédération des coopératives ouvrières. Socialiste guesdiste, il est conseiller municipal, puis maire de sa commune d'exercice.
Militant syndical à l'époque où le syndicalisme enseignant était interdit et assez sévèrement réprimé, il participe aux instances locales de la CGT. Il est élu député SFIO du Pas-de-Calais en 1919, réélu en 1924, mais battu en 1928. Il ne parvient pas ensuite à retrouver un mandat parlementaire malgré de multiples tentatives, malgré la percée SFIO lors des élections législatives françaises de 1936 dans le Pas-de-Calais. Il devient alors représentant de commerce.
Conseiller municipal de Frévent depuis 1925, il en est élu maire en 1945. Deux ans plus tard, il devient conseiller général du canton d'Auxi-le-Château. Il meurt en cours de mandat, à l'âge de 74 ans.

## Sources
- « César Bernard », dans le Dictionnaire des parlementaires français (1889-1940), sous la direction de Jean Jolly, PUF, 1960 [détail de l’édition]
- Dictionnaire biographique du mouvement ouvrier français, notice d'Yves Le Maner